# Metal Slug Attack
Metal Slug Attack est un jeu vidéo de type Tower defense développé et édité par SNK Playmore sorti en 2016 sur Android et iOS. Il fait partie de la série Metal Slug
Il est la suite de Metal Slug Defense.

## Système de jeu
Metal Slug Attack reprend le système de jeu de Metal Slug Defense.
Dans Metal Slug Attack, le joueur contrôle une base située à gauche de l'écran, et son but est de détruire la base ennemie, située à droite de l'écran. Dès le début de la partie, un compteur représentant les points d'action du joueur se met à augmenter. Le joueur peut alors, monnayant un nombre variant de points d'action, invoquer des unités choisis au préalable de la partie. Chaque unité a des effets différents, ainsi qu'une attaque spéciale que le joueur peut déclencher en appuyant sur l'unité sus-dite lorsque cette dernière se met à devenir bleue. Les points d'action permettent aussi d'améliorer le compteur, afin que celui-ci augmente plus rapidement,.
Le jeu se compose de missions à effectuer, dans lequel le joueur doit détruire la base ennemi, et peut délivrer des prisonniers. En complétant ces niveaux, il reçoit une monnaie d'échange, qui lui permettra d'augmenter le niveau de ses unités, de sa base, ainsi qu'à l'achat de nouvelles unités,.
Un mode multijoueur est aussi accessible et permet d'affronter des joueurs du monde entier. Les deux joueurs s'affrontent, et le but est de détruire la base de l'adversaire. De nombreux autres modes de jeu sont disponibles, comme de la coopération et du combat en équipe. A chaque fin de combat, de l'expérience est attribuée, et permet de passer des niveaux. Une partie du contenu du jeu se débloque à chaque passage de niveau.